# Abbey Craig
L'Abbey Craig è una collina della Scozia che ospita sulla propria cima il Wallace Monument; si trova a Causewayhead, poco a nord di Stirling.

## Toponimo
Craig è una variante locale del termine crag utilizzata in Scozia; l'abbazia (Abbey) alla quale il toponimo fa riferimento è la Cambuskenneth Abbey, che si trova sulla riva settentrionale del fiume Forth circa 1 km a sud del rilievo.

## Geografia fisica

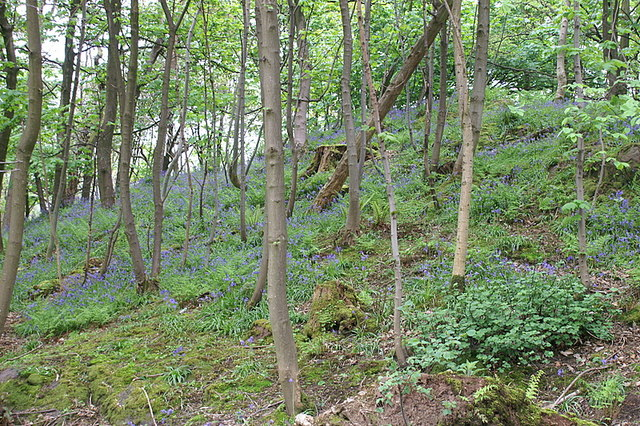
Fioritura nel bosco attorno al monumento

L'Abbey Craig fa parte di un complesso intrusivo (filone-strato) noto come  Stirling Sill, nel quale predominano diabasi ricchi di quarzo e che si è aperto la strada tra strati del periodo Carbonifero. La sua massa rocciosa, molto più dura dei materiali carboniosi che la circondano, a causa dell'erosione differenziale avvenuta anche nel corso delle glaciazioni è emersa in superficie e si trova ora rilevata rispetto all'area circostante. Si tratta di un esempio della formazione geologica detta crag and tail, e cioè di un rilievo roccioso (crag) che ha resistito al passaggio di un ghiacciaio, collegato ad una coda (tail) di terreno più facilmente erodibile sul lato opposto all'antico flusso glaciale, che non è stato asportato grazie alla protezione offerta dalla massa rocciosa del crag.

## Storia

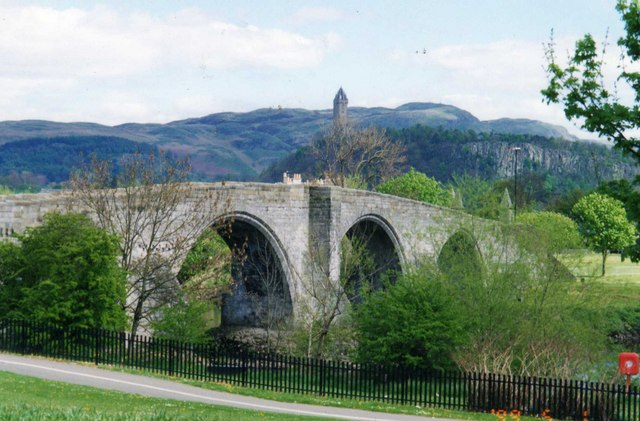
L'attuale ponte vecchio di Stirling con l'Abbey Craig sullo sfondo

La cima della collina venne anche fortificata nel corso dell'Alto medioevo. Sono state identificate alcune strutture di un hillfort che venne distrutto da un incendio nel VII secolo. La collina è però famosa in particolare per essere stata nel 1297 la sede del quartier generale di William Wallace prima della battaglia di Stirling Bridge, combattuta nel corso della Prima guerra d'indipendenza scozzese.